# Jacob Wetzel
Jacob Wetzel –conocido como Jake Wetzel– (Saskatoon, 26 de diciembre de 1976) es un deportista canadiense que compitió por Estados Unidos en remo.
Participó en tres Juegos Olímpicos de Verano, obteniendo dos medallas, plata en Atenas 2004 (cuatro con timonel) y oro en Pekín 2008 (ocho con timonel), y el séptimo lugar en Sídney 2000 (cuatro scull).
Ganó tres medallas de oro en el Campeonato Mundial de Remo entre los años 1999 y 2007.

## Palmarés internacional
| Representando a Estados Unidos |                         |                  |                    |
| Campeonato Mundial             |                         |                  |                    |
| Año                            | Lugar                   | Medalla          | Prueba             |
| 1999                           | St. Catharines (Canadá) | Medalla de oro   | Cuatro con timonel |
| Representando a Canadá         |                         |                  |                    |
| Juegos Olímpicos               |                         |                  |                    |
| Año                            | Lugar                   | Medalla          | Prueba             |
| 2004                           | Atenas (Grecia)         | Medalla de plata | Cuatro con timonel |
| 2008                           | Pekín (China)           | Medalla de oro   | Ocho con timonel   |
| Campeonato Mundial             |                         |                  |                    |
| Año                            | Lugar                   | Medalla          | Prueba             |
| 2003                           | Milán (Italia)          | Medalla de oro   | Cuatro sin timonel |
| 2007                           | Múnich (Alemania)       | Medalla de oro   | Ocho con timonel   |